# John-F.-Kennedy-Arboretum
El John-F.-Kennedy-Arboretum es un arboretum de 252 hectáreas (623 acres) que se encuentra en New Ross (Irlanda), dedicado a la memoria del malogrado presidente de los EE. UU. de origen irlandés John Fitzgerald Kennedy. Su código de identificación internacional como institución botánica es JFKA.

## Localización
El Arboretum se encuentra sobre las cuestas y cumbres meridionales del Slieve Coillteque en la península Hook Head cerca de New Ross, Condado de Wexford, Irlanda.
The John F. Kennedy Arboretum, The Office of Public Works, New Ross, Co Wexford, Irlanda.
- Teléfono: 051 881713

## Historia
La plantación rememora el hecho de que el abuelo de Kennedy vino al mundo en 1820 en la próxima localidad de Dunganstown, por lo cual hizo una visita su descendiente John F. Kennedy en el verano de 1963 al condado de Wexford. 
El Arboretum se inauguró el 29 de mayo de 1968 por el presidente Éamon de Valera. La plantación fue posible gracias a las donaciones de los estadounidenses de origen irlandés. 

## Colecciones
En el área del Arboretum se encuentran 4500 especies de árboles y arbustos procedentes de todas las regiones templadas del planeta, plantados en una frecuencia botánica.
Hay 200 diagramas de bosque agrupados por el continente de procedencia. Un camino proporciona el acceso a la cumbre que con sus 271 m proporciona unas excelentes vistas panorámicas.

## Galería de imágenes

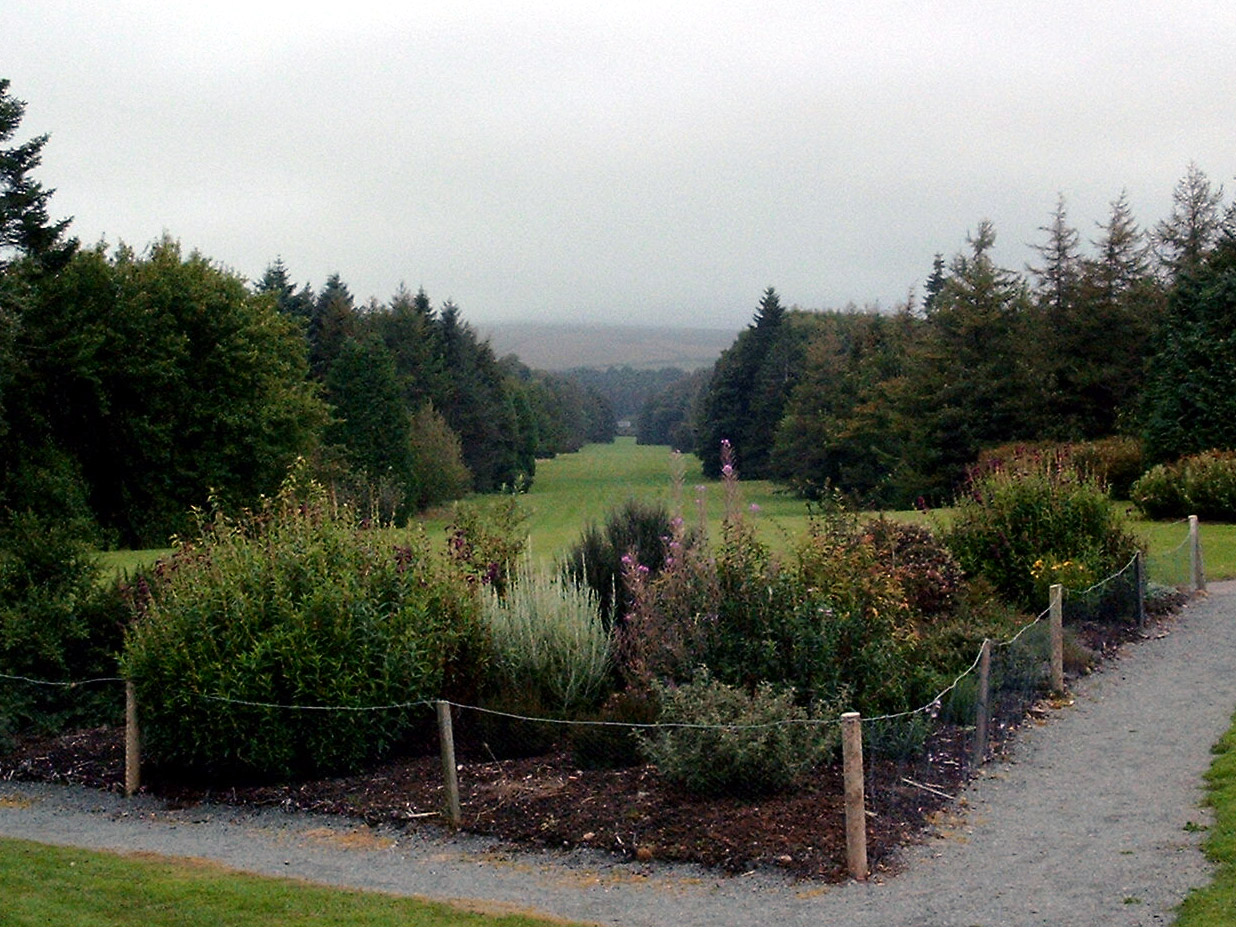
Arboretum John-F.-Kennedy
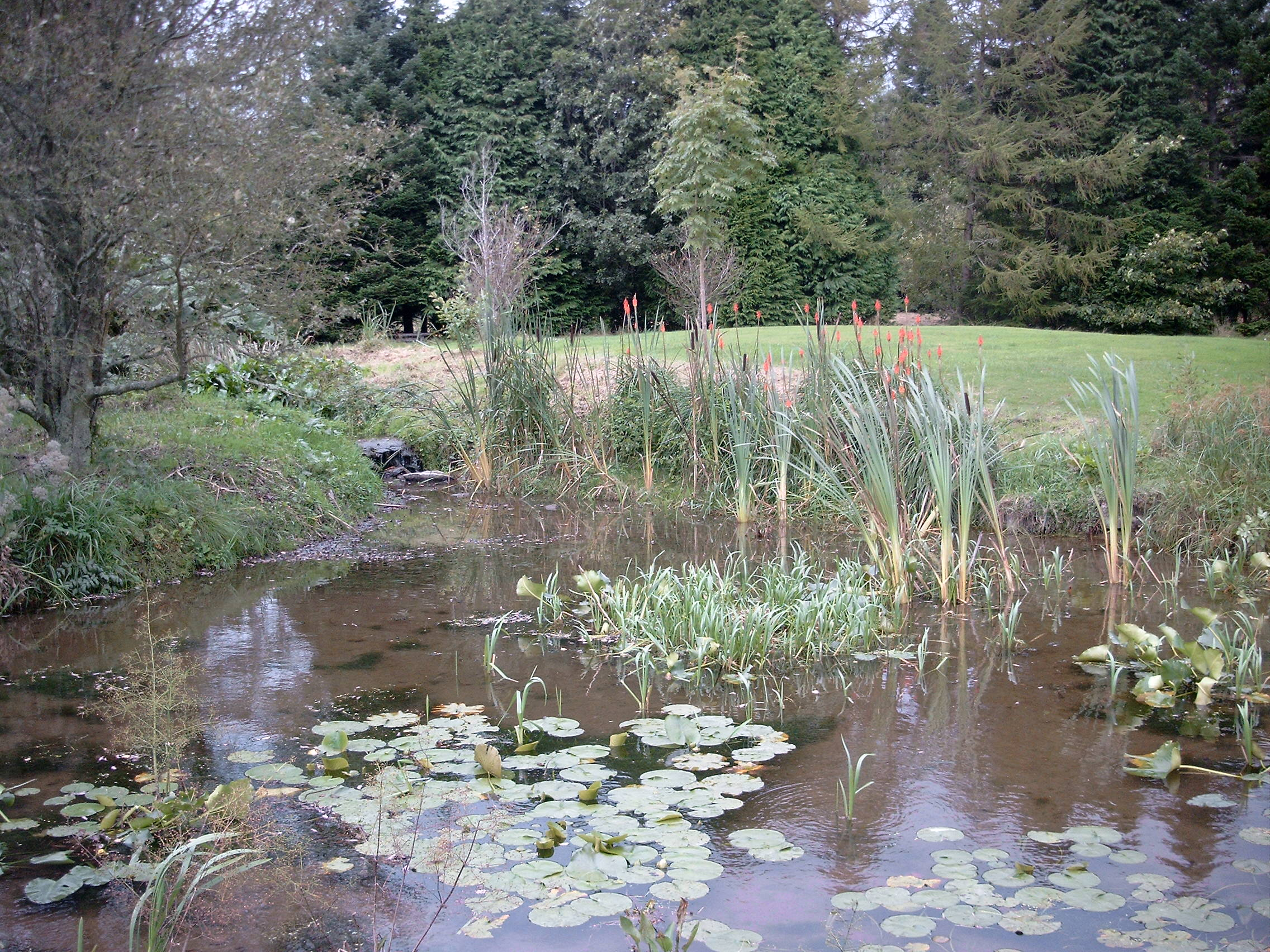
Estanque en el Arboretum John-F.-Kennedy